# Leviathan (Thomas Hobbes)
För andra betydelser, se Leviatan (olika betydelser).
Leviathan (originaltitel: Leviathan or The Matter, Forme and Power of a Common-Wealth Ecclesiasticall and Civil) är en bok på ämnet politisk filosofi från 1651, författad av den engelske filosofen Thomas Hobbes. År 1668 publicerades en reviderad upplaga av Hobbes, skriven på latin. Titeln är en referens till det mytiska urtidsvidunder som omnämns i Jobs bok. Boken brukar betraktas som ett av de första exemplen på kontraktualism. I boken beskriver Hobbes naturens mekaniska lagar som strikt styr allting i naturen, inklusive människors beteenden. Han målar upp bilden av vad han kallar naturtillståndet, ett tillstånd som mänskligheten skulle vara i om det inte fanns någon stat. Hobbes menar inte att hans version av naturtillstånd är något faktiskt historiskt, utan mer en teoretisk modell för hur man skulle renodla förutsättningarna för mänskligheten i ett sådant tillstånd.

## Beskrivning
Människans naturliga beteende är enligt Hobbes egoistiskt och hon strävar efter att skaffa sig själv fördelar utifrån sitt egenintresse. I naturtillståndet, skriver Hobbes, råder därför ett allas krig mot alla (bellum omnium contra omnes). Livet i ett sådant samhälleligt tillstånd beskriver Hobbes som "solitary, poor, nasty, brutish, and short" (ungefär "ensamt, fattigt, otrevligt, brutalt och kort").
För att undvika ett sådant tillstånd var det nödvändigt att utse en suverän, en envåldshärskare, vars funktion var att skydda människorna mot varandra, en Leviathan, som i utbyte mot makt kan skänka trygghet åt folket, åtminstone inom staten. Detta skulle ske genom att människorna insåg att allas krig mot alla också var till nackdel för alla och att om det inte finns någon som tvingar alla att följa rättsliga regler var det inte någon idé att för enskilda försöka följa dem. Därför skulle medborgarna ingå ett avtal och skriva på ett kontrakt där de kommer överens om att lämna över delar av sin makt till en härskare, som kunde se till att ingen bröt mot de rättigheter alla kommit överens om att man ville åtnjuta. Hobbes kallas därför, i likhet med John Locke, för kontraktsetiker.